# NGC 6229
NGC 6229 è un ammasso globulare visibile nella costellazione di Ercole.
Si tratta dell'ammasso globulare più settentrionale; è individuabile nel nord della costellazione, in un'area priva di stelle notevoli. Si mostra in un telescopio da 150mm come un oggetto granulare molto piccolo; ad ovest, due stelline gialle di ottava magnitudine allineate in senso nord-sud aiutano ad identificarlo. Si tratta di un oggetto estremamente lontano: dista infatti dal Sistema solare 102 000 anni-luce.